# El Infantado
El Infantado es una comarca tradicional de la provincia de León en España. Está formada por el actual ayuntamiento de Onzonilla. La comarca esta a escasos kilómetros de la capital.
En la comarca del Infantado, el paisaje es el típico de un páramo con suaves cerros, situada al margen derecho del río Bernesga después de su paso por la capital. Históricamente el término se vincula a la Hermandad del Infantado, uno de aquellos movimientos populares nacidos para la defensa de los más débiles núcleos rurales frente a los cabildos urbanos.

## Poblaciones
| Onzonilla             |
| Torneros del Bernesga |
| Vilecha               |

## Municipios
| Municipios | Habitantes (2011) | Superficie (km²) | Densidad (hab/km²) |       |
| Onzonilla  | 1.761             | 21,78            | 80,85              |       |
|            | Total             | 1.761            | 21,78              | 80,85 |
| ---------- | ----------------- | ---------------- | ------------------ | ----- |